# Lucia Poppová
Lucia Poppová, v zahraničí známá jako Lucia Popp (12. listopadu 1939, Záhorská Ves – 16. listopadu 1993, Mnichov), byla slovenská operní pěvkyně (sopranistka) světového významu.

## Život
Začala studovat lékařství, ale po druhém semestru přešla na Vysokou školu múzických umění v Bratislavě. Byla žačkou významné slovenské operní zpěvačky Anny Hrušovské. Od roku 1963 působila v Rakousku, kde si získala slávu zejména interpretací role Královny noci v opeře Kouzelná flétna Wolfganga Amadea Mozarta. Stala se členkou Vídeňské státní opery a hostovala v Kolíně nad Rýnem a v Mnichově. V roce 1966 debutovala v londýnské opeře Royal Opera House Covent Garden a v roce 1967 také v Metropolitní opeře v New Yorku. V letech 1966–1977 byla stálou členkou operního divadla v Kolíně nad Rýnem.
Vynikla zejména jako interpretka rolí v operách Wolfganga Amadea Mozarta a Richarda Strausse. Byla rovněž vyhledávaná jako koncertní a komorní zpěvačka. Hrála ve filmu režiséra Paľo Bielika Jánošík z roku 1963.
Byla oceněna titulem Kammersängerin mnichovské opery (Bayerische Staatsoper) a jmenována čestnou členkou Vídeňské státní opery. Po dobu své kariéry nahrála bezpočet gramofonových, rozhlasových a televizních nahrávek, jak operních, tak písňových.
Výběr z Mozartových árií v její interpretaci vydalo vydavatelství EMI v prestižní edici "Great Recordings of the Century". Každoročně se na její počest konají koncerty v sále Slovenské filharmonie v Bratislavě: Hommage a Lucia Popp.
Provdaná byla dvakrát. Nejprve za dirigenta Georga Fischera a podruhé za o 15 let mladšího tenoristu Petera Seifferta. Zemřela v Mnichově na rakovinu mozku ve věku 54 let. Je pochovaná v Bratislavě na hřbitově Slávičie údolie.

## Výběr z diskografie

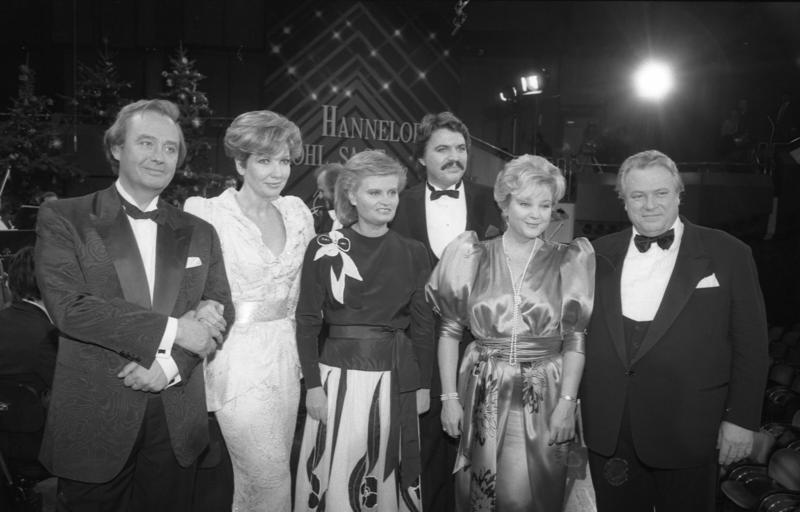
Lucia Poppová (druhá zprava) spolu s manželkou německého kancléře Hannelore Kohlovou (uprostřed) a pěvkyní Anneliese Rothenbergerovou (druhá zleva) na vánočním koncertu ve Frankfurtu nad Mohanem, 1986

### Opery a oratoria
- Ludwig van Beethoven: Fidelio, Marzelline, dirigent Leonard Bernstein (DGG)
- Johannes Brahms: Ein Deutsches Requiem, Pražský filharmonický sbor, Česká filharmonie, dirigent Giuseppe Sinopoli (Polydor, 1983)
- Gaetano Donizetti: Nápoj lásky, Adina (RCA)
- Friedrich von Flotow: Martha, titulní role (EMI)
- Christoph Willibald Gluck: Orfeus a Eurydika, Euridice (RCA)
- Georg Friedrich Händel: Xerxes, Romilda (DGG, 1965)
- Engelbert Humperdinck: Perníková chaloupka, Gretel, dirigent Georg Solti (Decca); dirigent Kurt Eichhorn (RCA)
- Leoš Janáček: Její pastorkyňa, Karolka, dirigent Jaroslav Krombholc (Myto)
- Leoš Janáček: Příhody lišky Bystroušky, Bystrouška, dirigent Charles Mackerras
- Franz Lehár: Hrabě Luxemburg (EMI)
- Ruggero Leoncavallo: La Bohème, Mimi (Orfeo)
- Wolfgang Amadeus Mozart: Únos ze serailu, Blonde (EMI)
- Wolfgang Amadeus Mozart: Kouzelná flétna, Královna noci, dirigent Otto Klemperer (EMI); Pamina, dirigent Bernard Haitink (EMI), dirigent Wolfgang Sawallisch (DGG)
- Wolfgang Amadeus Mozart: Don Giovanni, Zerlina, dirigent Georg Solti (Decca)
- Wolfgang Amadeus Mozart: Idomeneo, Ilia, dirigent John Pritchard (Decca)
- Wolfgang Amadeus Mozart: La clemenza di Tito, Servilia, dirigent István Kertész (Decca); Vitellia, dirigent Nikolaus Harnoncourt (Teldec)
- Wolfgang Amadeus Mozart: Figarova svatba, Hraběnka Almaviva, dirigent Neville Marriner (Philips); Zuzanka, dirigent Georg Solti (Decca)
- Carl Orff: Carmina Burana, dirigent Frühbeck de Burgos (EMI); Kurt Eichhorn (RCA)
- Giacomo Puccini: La Bohème, Mimi dirigent Stefan Soltesz (EMI, německy)
- Giacomo Puccini: Plášť, Giorgetta (RCA)
- Giacomo Puccini: Sestra Angelika, Angelica (RCA)
- Johann Strauss mladší: Netopýr, Adele, dirigent Carlos Kleiber (DGG); Rosalinde, dirigent Plácido Domingo (EMI)
- Richard Strauss: Daphne, Daphne, dirigent Bernard Haitink (EMI)
- Richard Strauss: Růžový kavalír, Sophie, dirigent Leonard Bernstein (Sony)
- Richard Strauss: Intermezzo, Christine, dirigent Wolfgang Sawallisch (EMI)
- Richard Strauss: Žena beze stínu, dirigent Wolfgang Sawallisch (TDK)
- Giuseppe Verdi: Rigoletto, Gilda (RCA)
- Richard Wagner: Tannhäuser aneb Zápas pěvců na Wartburgu, Elisabeth, dirigent Bernard Haitink (EMI, 1985)

### Písně
- Gustav Mahler: Des Knaben Wunderhorn, Israel Philharmonic Orchestra, Leonard Bernstein (DGG); Concertgebouw Orchestra Amsterdam, Leonard Bernstein (DGG); London Philharmonic Orchestra, Klaus Tennstedt (EMI)
- Prokofjev/Kodály/Mahler/Brahms: Liederabend im Mozarteum 1981
- Franz Schubert: The Hyperion Schubert Edition Vol. 17 (Hyperion)
- Robert Schumann: Frauenliebe und -leben, Geoffrey Parsons (RCA)
- Richard Strauss: Vier letzte Lieder, London Philharmonic Orchestra, Klaus Tennstedt (EMI); Michael Tilson Thomas (Sony)
- Richard Strauss: Lieder s Wolfgangem Sawallischem (EMI)